# Renate Eikelmann

Renate Eikelmann, 2004

Renate Eikelmann (* 6. August 1949 in Gütersloh) ist eine deutsche Kunsthistorikerin. Von 1999 bis 2018 leitete sie als Generaldirektorin das Bayerische Nationalmuseum in München.

## Beruflicher Werdegang
Renate Eikelmann besuchte die Grund- und Realschule in Gütersloh. Von 1966 bis 1969 machte sie eine Ausbildung zur Medizinisch-technischen Assistentin an der Universität Münster. Anschließend war sie bis 1975 in diesem Beruf tätig und erwarb daneben die Allgemeine Hochschulreife am Münchenkolleg. Sie studierte ab 1975 an der Universität München Kunstgeschichte, Klassische Archäologie und Vor- und Frühgeschichte. Das Thema ihrer Magisterarbeit lautete Mittelalterliche Kronen in der Schatzkammer der Residenz München. Renate Eikelmann arbeitete als wissenschaftliche Angestellte in der Abteilung für Kunsthandwerk und Plastik im Münchner Stadtmuseum und wurde 1984 bei Willibald Sauerländer mit einer Dissertation zur franko-flämischen Emailplastik des Spätmittelalters promoviert.
Ein halbjähriges Stipendium führte sie danach ans Metropolitan Museum in New York. Im Anschluss daran war sie dort als Kustodin für mittelalterliche Kunst tätig, später drei Jahre lang am Cleveland Museum of Art als Kustodin für Plastik und Kunsthandwerk von 800 bis 1600.
Nach ihrer Rückkehr aus den USA wurde sie 1991 Leiterin des Maximilianmuseums in Augsburg und 1995 Leiterin der Abteilung für Kunsthandwerk des Mittelalters und der Neuzeit und stellvertretende Generaldirektorin im Germanischen Nationalmuseum in Nürnberg. 1999 übernahm sie als Generaldirektorin die Leitung des Bayerischen Nationalmuseums in München.
Ihre Nachfolge trat am 1. Juli 2018 Frank Matthias Kammel an, der zuvor am Germanischen Nationalmuseum in Nürnberg als stellvertretender Generaldirektor tätig war.

## Tätigkeit am Bayerischen Nationalmuseum

### Sanierung

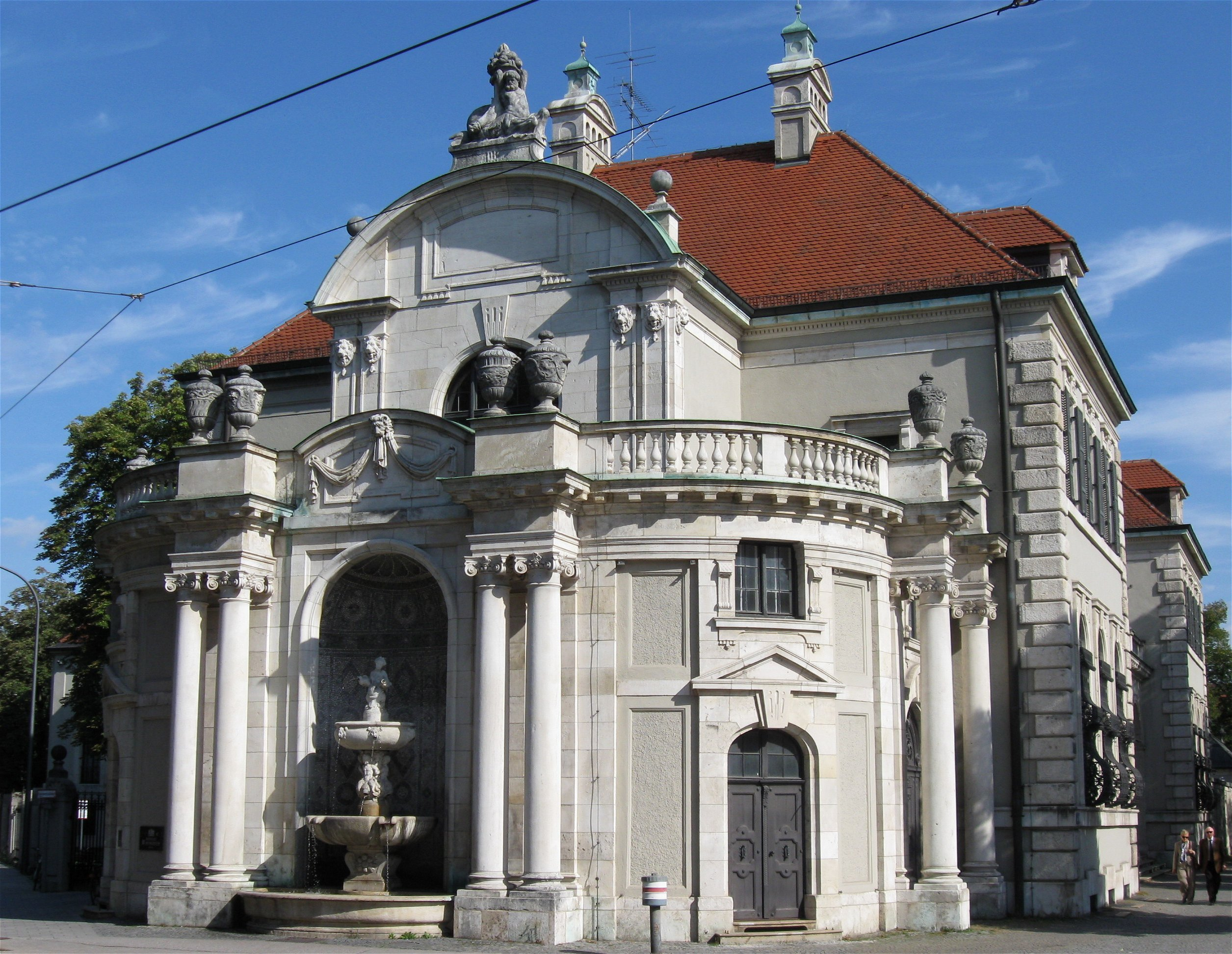
Westflügel des Bayerischen Nationalmuseums

Eikelmann ließ im Außenbereich den Vorplatz (2005) und die Gartenanlage (2011) umgestalten. Kurz nach ihrem Amtsantritt wurde der im Zweiten Weltkrieg stark beschädigte Westflügel des Museums geschlossen, der ein Drittel der Ausstellungsfläche beinhaltete. Die Restaurierung und Wiedereinrichtung dieses Gebäudeteils nahm fünfzehn Jahre in Anspruch. Ein heller Anstrich und ein neues Beleuchtungskonzept brachten die Fassade zur Geltung. In den Innenräumen diente ein neues Lichtsystem dazu, die Werke besser wahrnehmbar zu machen, zum Beispiel in den Elfenbeinkabinetten. Erstmals fand hier die industrielle Reinraumtechnik im Museumsbereich Anwendung, womit neue konservatorische Standards etabliert wurden: Das „Anlaufen“ von Objekten aus Silber wird verhindert, was das Putzen der Oberflächen weitgehend überflüssig macht.

### Ausstellungen
Unter Renate Eikelmanns Leitung entstanden zahlreiche Ausstellungen.

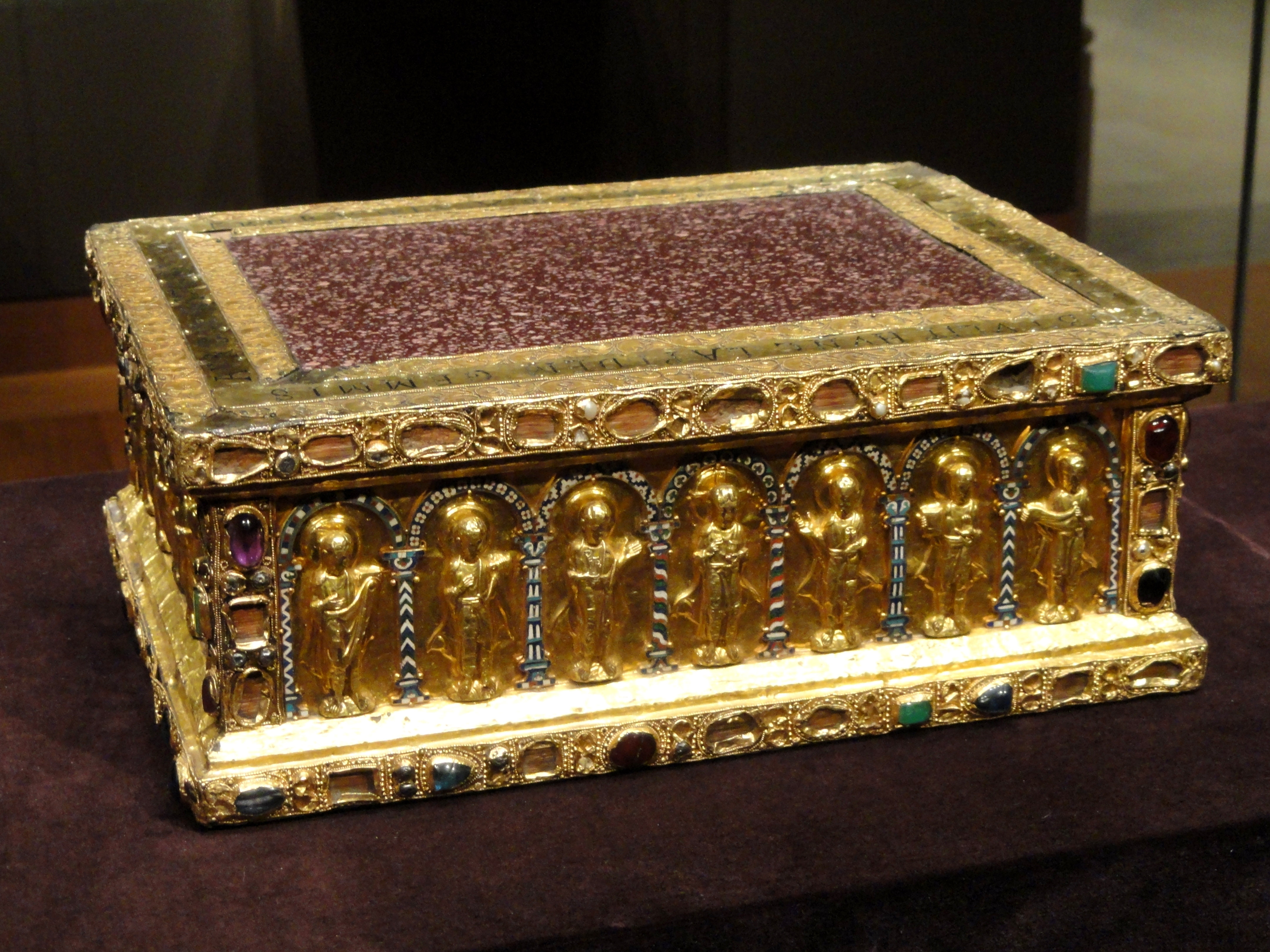
Gertrudis-Tragaltar der Gräfin Gertrud von Braunschweig, Cleveland Museum of Art, Teil des Welfenschatzes, 2007 im Bayerischen Nationalmuseum ausgestellt

Dazu gehörten die durch ihre Kontakte zu ihrer früheren Wirkungsstätte vermittelte Ausstellung The Cleveland Museum of Art. Meisterwerke von 300 bis 1550 im Jahr 2007. mit einer Auswahl von Stücken, die mit Werken aus der Sammlung des Bayerischen Nationalmuseums korrespondierten und diese ergänzten, darunter fünf Exponate aus dem sogenannten Welfenschatz.
2009 folgte Die Wittelsbacher und das Reich der Mitte. 400 Jahre China und Bayern, die den in Bayern über mehrere Jahrhunderte geleisteten Wissenstransfer dokumentierte, der sich aus der Sammelleidenschaft der Könige ebenso speiste wie aus den Aktivitäten der Jesuiten. Unter den Exponaten befanden sich unter anderem fünf Bahnen einer Seidentapete, die um 1800 in Kanton oder Peking hergestellt und erst 2003 im Bestand der ehemaligen Hoftapeziererei der Münchner Residenz gefunden worden waren.
Die Thematik der Ausstellungen umfasste auch Kunsthandwerk und Design, etwa 2013 die Ausstellung Taschen – Eine europäische Kulturgeschichte vom 16. bis 21. Jahrhundert. 2015 stand in der Ausstellung Bella Figura mit 80 Meisterbronzen und 25 Zeichnungen die italienische Kunst im Zentrum.

### Arbeit mit Sponsoren
Eikelmann regte Aktivitäten des Freundes- und Förderkreis an. Mit den finanziellen Mitteln der dort versammelten Mäzene konnten für das Museum wertvolle Kunstwerke erworben werden. Für die Einrichtung des Max–Emanuel–Raums gewann Eikelmann den Rotary Club als Unterstützer, für die Restaurierung der zahlreichen Exponate die Bauersche Barockstiftung als Sponsor.

### Bestandsvergrößerung

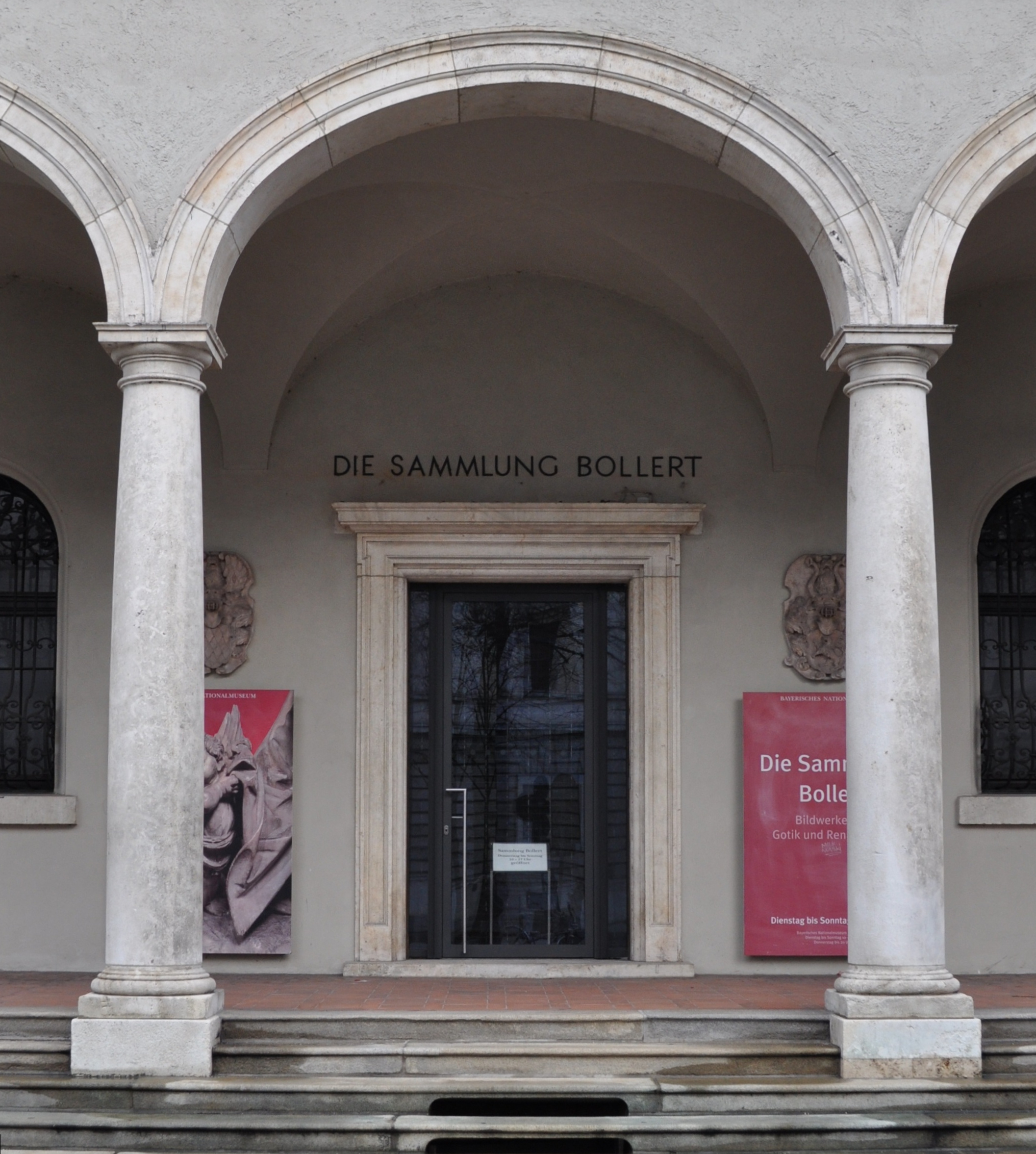
Die Sammlung Bollert im Bayerischen Nationalmuseum

2004 gelang es Eikelmann, den Kauf der Skulpturensammlung von Gerhart Bollert, einer der letzten großen deutschen Kunstsammlungen der Vorkriegszeit, für das Museum in die Wege zu leiten. Unter Renate Eikelmanns Leitung erwarb das Museum unter anderem auch den Mohrenkopfpokal von Christoph Jamnitzer. Nachdem ein lange als Dauerleihgabe im Bayerischen Nationalmuseum ausgestelltes Relief Heilige Anna und ihre drei Gatten von Tilman Riemenschneider vom Eigentümer unter kontroversen Umständen verkauft worden war, setzte sich Eikelmann dafür ein, den Verkauf anzufechten, so dass das Werk für die Skulpturensammlung  in Berlin erworben werden konnte.

## Mitgliedschaften
Renate Eikelmann war und ist Mitglied zahlreicher Gremien: 2005 saß sie in der Kommission für die Auswahl der Leitung des Landesmuseums Württemberg. Von 2009 bis 2011 gehörte sie dem wissenschaftlichen Beirat an, der das Haus der Bayerischen Geschichte bei der Konzepterstellung für das Museum der Bayerischen Geschichte beratend unterstützte.
Heute ist sie unter anderem Mitglied des Kuratoriums der Kulturstiftung der Länder, des Verwaltungsrats der Stiftung Germanisches Nationalmuseum in Nürnberg und des Bayerischen Landesdenkmalrats.
Ebenso sitzt sie im Kuratorium zahlreicher Stiftungen, nämlich der gemeinnützigen Reuschel-Stiftung, der Ernst von Siemens Kunststiftung, der Stiftung Schloss Friedenstein Gotha und der Eleonora-Schamberger-Stiftung.

## Auszeichnungen
- 2007 Bundesverdienstkreuz am Bande
- 2010 Bayerischer Verdienstorden

## Publikationen (Auswahl)
- Franko-flämische Emailplastik des Spätmittelalters. Dissertation München 1984 (erschienen 1995).
- Zur Geschichte des Marienbildes, genannt Goldenes Rößl. In: Reinhold Baumstark (Hrsg.): Das goldene Roessl. Ein Meisterwerk der Pariser Hofkunst um 1400. Katalog zur gleichnamigen Ausstellung des Bayerischen Nationalmuseums, München, 3. März bis 20. April 1995. Hirmer Verlag, München 1995, ISBN 3-7774-6700-6, S. 52–57.

Herausgeberschaft
- Bayerisches Nationalmuseum. Handbuch der kunst- und kulturgeschichtlichen Sammlungen. München 2002, ISBN 3-7774-8800-3.
- Der Mohrenkopfpokal von Christoph Jamnitzer. Ausstellungskatalog. Bayerisches Nationalmuseum, München 2002.
- mit Ingolf Bauer: Das Bayerische Nationalmuseum 1855–2005. 150 Jahre Sammeln, Forschen, Ausstellen. München 2006, ISBN 3-7774-2885-X.
- Conrat Meit: Bildhauer der Renaissance; 'desgleichen ich kein gesehen'. zur gleichnamigen Ausstellung im Bayerischen Nationalmuseum, München, 1. Dezember 2006 bis 18. März 2007. Hirmer Verlag, München 2006, ISBN 3-7774-3385-3.
- Kunst- und Wunderkammer Burg Trausnitz, Zweigmuseum des Bayerischen Nationalmuseums. bearbeitet von Sigrid Sangl. München 2007, ISBN 978-3-925058-60-8.
- The Cleveland Museum of Art. Meisterwerke von 300 bis 1550. Zur gleichnamigen Ausstellung im Bayerischen Nationalmuseum, München, 11. Mai bis 16. September 2007; 30. Oktober 2007 bis zum 20. Januar 2008 unter dem Titel Sacred Gifts and Worldly Treasures im J. Paul Getty Museum, Los Angeles. Hirmer Verlag, München 2007, ISBN 978-3-7774-3565-7.
- Michael Koch: Meisterwerke des Jugendstils im Bayerischen Nationalmuseum München. Anoldsche Art Publ., Stuttgart 2010, ISBN 978-3-89790-333-3.
- Barock und Rokoko. Meisterwerke des 17. und 18. Jahrhunderts. Sieveking-Verlag, München 2015, ISBN 978-3-944874-36-4.
- Bella Figura. Europäische Bronzekunst in Süddeutschland um 1600. anlässlich der Ausstellung Bella Figura. Europäische Bronzekunst in Süddeutschland um 1600 vom 6. Februar bis 25. Mai 2015 im Bayerischen Nationalmuseum, München. Hirmer Verlag, München 2015, ISBN 978-3-7774-2358-6.

Zu zahlreichen weiteren Katalogen und Sammelbänden verfasste Renate Eikelmann Vorworte.